# Mabota Ferreira
Leovegildo Ezequiel Mabota znany jako Mabota Ferreira (ur. 19 października 1960 w Mafalali) – mozambicki piłkarz grający na pozycji napastnika. W swojej karierze grał w reprezentacji Mozambiku.

## Kariera klubowa
Przez całą swoją karierę piłkarską Ferreira grał w klubie CD Maxaquene, w którym zadebiutował w 1974 roku i grał w nim do 1986 roku. Wraz z CD Maxaquene wywalczył trzy tytuły mistrza Mozambiku w sezonach 1984, 1985 i 1986 oraz zdobył trzy Puchary Mozambiku w sezonach 1978, 1982 i 1986.

## Kariera reprezentacyjna
W 1986 roku Ferreira został powołany do reprezentacji Mozambiku na Puchar Narodów Afryki 1986. Na tym turnieju rozegrał trzy mecze grupowe: z Wybrzeżem Kości Słoniowej (0:3), z Senegalem (0:2) i z Egiptem (0:2).